# Fate of the World
Fate of the World es un juego sobre el calentamiento global desarrollado y publicado por Red Redemption en el 2011. Presenta varios escenarios, basados en investigaciones científicas reales, en los cuales el jugador es puesto a cargo de una organización internacional ficticia encargada de gestionar políticas sociales, tecnológicas y medioambientales . Los objetivos de los escenarios van desde mejorar las condiciones de vida en África hasta prevenir un cambio climático catastrófico.  Le siguió rápidamente la expansión llamada Fate of the World: Tipping Point, lanzada a finales de 2011. Los modelos de predicción climática para el juego son obra de Myles Allen, director del grupo de dinámicas climáticas de la Universidad de Oxford.

## Jugabilidad
Fate of the World es un juego por turnos, y cada turno representa cinco años. La fecha de inicio suele ser el año 2020, mientras que la fecha final depende del escenario. En la interfaz principal, el jugador elige las políticas que financiara en cada turno de juego, representadas por "cartas". Estas deben distribuirse y equilibrarse entre doce regiones del mundo, y muchas cartas, como la transición a los automóviles eléctricos, toman varios turnos para implementarse. Durante el tiempo de implementación se congelan fondos necesarios para estos proyectos. El jugador también necesita gestionar la opinión pública , ya que corre el riesgo de ser expulsado de regiones individuales si la aprobación pública cae demasiado. Cada escenario especifica las condiciones de victoria y derrota. Por ejemplo, la cantidad de aumento en la temperatura en grados Celsius, el índice de desarrollo humano, la producción industrial o de otro tipo, y en cuántas regiones está activo el jugador.

## Contenido descargable
En la expansión Tipping Point, hay dos paquetes de contenido descargables más un paquete adicional que incluye la banda sonora y las notas del diseñador del juego.

### DLC Migration
En este paquete de expansión, además de los problemas climáticos, el jugador también deberá gestionar los refugiados debido al cambio climático (refugiados climáticos) .

### DLC  Denial
En este escenario cambia el tema del cambio climático y, en cambio, se centra en el crecimiento con recursos limitados y su disminución.

## Recepción
En el lanzamiento, Fate of the World y Tipping Point recibieron críticas "mixtas o promedio" según Metacritic .  A partir del 3 de enero de 2020, el juego tiene una calificación "mayormente positiva" en Steam, con una calificación positiva del 78% sobre 313 reseñas. Los críticos más positivos pensaron que el juego era un intento valiente de representar la complejidad de las crisis ambientales y los efectos del calentamiento global. Sin embargo, los aspectos negativos del juego y su paquete de expansión incluían una mecánica de juego poco clara, una curva de dificultad brutal y una falta de retroalimentación, que la comunidad del juego trató de solucionar creando un parche no oficial.

## Secuela
Tras el cierre de Red Redemption, los derechos de Fate of the World fueron adquiridos por otro estudio de desarrollo, Soothsayer Games, que incluía personal que había trabajado en el juego original. En 2015, anunciaron que estaban trabajando en una secuela multijugador en línea, que se llamaría Fate of the World Online. Sin embargo, una campaña de Kickstarter fallida en 2017 llevó a que se parara el desarrollo. En marzo del 2019, Soothsayer Games todavía buscaba activamente inversiones.